# William Pears Group
Die William Pears Group ist eine um 1952 in Großbritannien gegründete Immobiliengesellschaft, die als Familienunternehmen betrieben wird.
Die Gruppe gehört zu den größten Immobilienunternehmen in Großbritanniens und besitzt mehrere tausend Immobilien. In London und Südost-England soll die Pears Group Immobilien im Wert von fast 7 Milliarden Euro (6 Milliarden Pfund) besitzen.
Die Pears Group kaufte ab 2014 über verschlungene Tochterfirmen Immobilien in Deutschland, speziell in Berlin. Sie ist, nachdem Journalisten diese Investitionen in Berlin aufgedeckt hatten, einer der Konzerne, die von einer 2018 gestarteten Berliner Volksinitiative betroffen wären, die Gesellschaften mit mehr als 3000 Wohnungen enteignen will.

## Geschichte
Der Konzern wurde vom österreichischen Auswanderer Bernard Pears und dessen Sohn Clive 1952 gegründet. Bernard Pears hatte zunächst unter seinem Geburtsnamen Bernard Schleicher einen Gemüsehandel eröffnet, den er „William Pears“ nannte, der Nachname, den er später selbst annahm. Die Söhne von Clive Pears (Mark, Trevor und David) führten nach dessen Tod das Unternehmen weiter. Nach Angaben des Daily Telegraph von 2011 führt Mark Pears das Unternehmen, während Trevor die Familienstiftung leitet und David die Immobiliensparte.
Bis Anfang 2009 hatte der Konzern 15.000 Gebäude, Wohnungen und Geschäfte in seinem Portfolio. Gemeinsam mit der Familienstiftung, dem „Pears Trust“, soll der Konzern 2009 Anlagen im Wert von mehr als 6 Milliarden £ besessen haben. Die Immobiliensparte der Trillium-Gruppe wurde für 750 Millionen £ ebenfalls 2009 Teil des Konzerns.

## Kontroversen
Der Konzern wurde mehrfach wegen seines Umgangs mit Mietern kritisiert. So erwarb man etwa im Jahr 2000 Gebäude aus Staatsbesitz und erhöhte die Mieten von 50 £ pro Woche auf 190 £. Man war sich jedoch keiner Schuld bewusst, denn man habe nur die ortsüblichen Mieten erhoben.
Die Pears-Gruppe geriet in den 2010er Jahren erneut in die Kritik, als sich Mieter in Berlin bei den Eigentümern ihrer jeweiligen Immobilien beschweren wollten, sich aber nicht feststellen ließ, wem die Wohnungen letztlich gehörten. Erst eine Recherche von der Tagesspiegel und des Magazins Correctiv deckte hinter den rund 25 deutschen Eigentumsgesellschaften, mit weit mehr als 3000 Wohnungen, ein tiefgestaffeltes Netzwerk an Briefkastenfirmen in diversen Steuerparadisen auf. Diese ordneten sie den beiden  Gesellschaften Junifler Ltd. und Karayan Ltd. auf den Britischen Jungferninseln zu, die sie als Teil der William Pears Group ansehen. Dem Berliner Senat war der Einfluss der Gruppe auf dem Berliner Immobilienmarkt bis dahin unbekannt.